# Argentina nos Jogos Pan-Americanos de 2003
A Argentina competiu nos Jogos Pan-Americanos de 2003, em Santo Domingo, na República Dominicana.